# Elezioni parlamentari in Albania del 2005
Le elezioni parlamentari in Albania del 2005 si sono tenute il 3 luglio. Esse hanno visto la vittoria del Partito Democratico d'Albania (PS) e alleati, tra cui il Partito Repubblicano d'Albania (PR),  contro il Partito Socialista d'Albania (PS) al governo. L'ex presidente Sali Berisha divenne primo ministro. La partecipazione al voto fu solo del 48%.

## Contesto

### Procedimento elettorale
Una condotta regolare delle elezioni veniva vista come cruciale per mantenere le speranze di integrazione europea del paese. La giornata elettorale si svolse perlopiù in modo pacifico, ma gli osservatori OSCE notarono che il voto si confaceva solo parzialmente agli standard internazionali, citando disorganizzazione, procedure improprie e "alcuni incidenti violenti". La Commissione Elettorale Centrale ricevette oltre 130 ricorsi

### Sistema elettorale
I 140 membri del Parlamento albanese vennero eletti tramite un sistema misto, con 100 deputati eletti in collegi elettorali uninominali a turno unico, e 40 col proporzionale da liste chiuse.

### Esito
Il 14 luglio la CEC pubblicò i risultati del voto. I due partiti principali (PS e PD) presentarono ed elessero tutti i propri deputati nella quota maggioritaria, mentre i partiti minori loro alleati si spartirono la quota proporzionale. L'unica eccezione fu l'ex premier Ilir Meta (LSI), unico eletto del suo partito nel maggioritario. Ciononostante, la LSI non emerse come ago della bilancia tra PD e PS, come inizialmente atteso.
Grazie anche al nuovo sistema elettorale, il Partito Repubblicano d'Albania conquistò 11 seggi, divenendo il terzo partito albanese. Il PR non elesse nessun deputato nel quota maggioritaria a turno unico, ma ottenne il 20% dei voti nella quota proporzionale, grazie agli accordi con il PD.
Gli osservatori OSCE definirono l'elezione una "delusione", notando che essa aveva fallito nel conformarsi agli standard internazionale a causa di "gravi irregolarità", intimidazioni, voto di scambio e "violenza commessa da estremisti di entrambe le parti".

## Risultati
- I dati relativi al maggioritario derivano da sommatoria.

| Liste                                                           | Maggioritario | Maggioritario | Maggioritario | Compensazione | Compensazione | Compensazione | Totale seggi |
| Liste                                                           | Voti          | %             | Seggi         | Voti          | %             | Seggi         | Totale seggi |
| --------------------------------------------------------------- | ------------- | ------------- | ------------- | ------------- | ------------- | ------------- | ------------ |
| Partito Democratico d'Albania                                   | 602 066       | 44,06         | 56            | 104 796       | 7,67          | -             | 56           |
| Partito Socialista d'Albania                                    | 538 906       | 39,44         | 42            | 121 412       | 8,89          | -             | 42           |
| Movimento Socialista per l'Integrazione                         | 112 449       | 8,23          | 1             | 114 798       | 8,40          | 4             | 5            |
| Movimento per lo Sviluppo Nazionale                             | 20 955        | 1,53          | -             | 47 967        | 3,51          | -             | -            |
| Partito Socialdemocratico d'Albania                             | 18 365        | 1,34          | -             | 174 103       | 12,74         | 7             | 7            |
| Partito dell'Unione per i Diritti Umani                         | 12 171        | 0,89          | -             | 56 403        | 4,13          | 2             | 2            |
| Partito Alleanza Democratica                                    | 10 649        | 0,78          | -             | 65 093        | 4,76          | 3             | 3            |
| Partito Agrario Ambientalista                                   | 9 988         | 0,73          | -             | 89 635        | 6,56          | 4             | 4            |
| Partito Social Democrazia d'Albania                             | 8 514         | 0,62          | -             | 57 998        | 4,25          | 2             | 2            |
| Partito Comunista d'Albania                                     | 3 891         | 0,28          | -             | 8 937         | 0,65          | -             | -            |
| Partito del Lavoro d'Albania                                    | 3 449         | 0,25          | -             | 9 292         | 0,68          | -             | -            |
| Alleanza per il Benessere e la Solidarietà                      | 1 726         | 0,13          | -             | 5 029         | 0,37          | -             | -            |
| Partiti Sociali Albanese - Partito di Unità Nazionale           | 1 433         | 0,10          | -             | 3 260         | 0,24          | -             | -            |
| Fronte Nazionale                                                | 1 277         | 0,09          | -             | 22 896        | 1,68          | -             | -            |
| Partito Movimento Monarchico Democratico Albanese               | 957           | 0,07          | -             | 774           | 0,06          | -             | -            |
| Lega Verde Albanese                                             | 638           | 0,05          | -             | 1 710         | 0,13          | -             | -            |
| Partito Democratico Albanese per una Nuova Democrazia di Destra | 555           | 0,04          | -             | 1 794         | 0,13          | -             | -            |
| Partito della Comunità Nazionale Albanese                       | 548           | 0,04          | -             | 0             | 0,00          | -             | -            |
| Movimento Democratico per l'Integrazione                        | 505           | 0,04          | -             | 0             | 0,00          | -             | -            |
| Partito del Futuro Albanese                                     | 445           | 0,03          | -             | 0             | 0,00          | -             | -            |
| Partito Alleanza Socialista Albanese                            | 245           | 0,02          | -             | 6 604         | 0,48          | -             | -            |
| Partito Albanese delle Riforme Democratiche                     | 231           | 0,02          | -             | 0             | 0,00          | -             | -            |
| Totale                                                          | 1 366 504     | 100           | 100           | 1 366 226     | 100           | 40            | 140          |